# Kurt Siebenhaar
Kurt Siebenhaar (2 dicembre 1928 – Keltern, 12 settembre 2009) è stato un cestista e allenatore di pallacanestro tedesco.

## Carriera
Con la Germania Ovest ha partecipato a tre edizioni dei campionati europei (1951, 1953, 1955).